# Arzillières-Neuville
Arzillières-Neuville és un municipi francès, situat al departament del Marne i a la regió del Gran Est. L'any 2007 tenia 330 habitants.

## Demografia

### Població
El 2007 la població de fet d'Arzillières-Neuville era de 330 persones. Hi havia 112 famílies, de les quals 22 eren unipersonals (7 homes vivint sols i 15 dones vivint soles), 30 parelles sense fills, 56 parelles amb fills i 4 famílies monoparentals amb fills.
La població ha evolucionat segons el següent gràfic:
Habitants censats

### Habitatges
El 2007 hi havia 134 habitatges, 126 eren l'habitatge principal de la família, 4 eren segones residències i 5 estaven desocupats. 133 eren cases i 2 eren apartaments. Dels 126 habitatges principals, 111 estaven ocupats pels seus propietaris, 13 estaven llogats i ocupats pels llogaters i 2 estaven cedits a títol gratuït; 1 tenia dues cambres, 6 en tenien tres, 32 en tenien quatre i 88 en tenien cinc o més. 92 habitatges disposaven pel capbaix d'una plaça de pàrquing. A 35 habitatges hi havia un automòbil i a 81 n'hi havia dos o més.

### Piràmide de població
La piràmide de població per edats i sexe el 2009 era:
| Homes | Edats   | Dones |
| ----- | ------- | ----- |
| 0     | 95 o +  | 0     |
| 0     | 90 a 94 | 0     |
| 0     | 85 a 89 | 0     |
| 0     | 80 a 84 | 0     |
| 4     | 75 a 79 | 0     |
| 4     | 70 a 74 | 12    |
| 0     | 65 a 69 | 0     |
| 16    | 60 a 64 | 8     |
| 12    | 55 a 59 | 8     |
| 4     | 50 a 54 | 4     |
| 12    | 45 a 49 | 24    |
| 20    | 40 a 44 | 4     |
| 12    | 35 a 39 | 20    |
| 4     | 30 a 34 | 16    |
| 8     | 25 a 29 | 0     |
| 12    | 20 a 24 | 4     |
| 32    | 15 a 19 | 16    |
| 8     | 10 a 14 | 16    |
| 8     | 5 a 9   | 12    |
| 0     | 0 a 4   | 8     |

## Economia
El 2007 la població en edat de treballar era de 234 persones, 176 eren actives i 58 eren inactives. De les 176 persones actives 162 estaven ocupades (89 homes i 73 dones) i 14 estaven aturades (7 homes i 7 dones). De les 58 persones inactives 9 estaven jubilades, 28 estaven estudiant i 21 estaven classificades com a «altres inactius».

### Ingressos
El 2009 a Arzillières-Neuville hi havia 135 unitats fiscals que integraven 370,5 persones, la mediana anual d'ingressos fiscals per persona era de 17.325 €.

### Activitats econòmiques
Dels 7 establiments que hi havia el 2007, 1 era d'una empresa alimentària, 1 d'una empresa de fabricació d'altres productes industrials, 2 d'empreses de construcció, 1 d'una empresa de transport, 1 d'una empresa d'hostatgeria i restauració i 1 d'una empresa immobiliària.
Dels 3 establiments de servei als particulars que hi havia el 2009, 1 era un taller de reparació d'automòbils i de material agrícola, 1 fusteria i 1 electricista.
L'únic establiment comercial que hi havia el 2009 era una fleca.
L'any 2000 a Arzillières-Neuville hi havia 9 explotacions agrícoles que ocupaven un total de 795 hectàrees.

## Poblacions més properes
El següent diagrama mostra les poblacions més properes.